# Katalin Marosiová
Katalin Marosiová (* 12. listopadu 1979, Gheorgheni, Rumunsko) je současná maďarská profesionální hráčka tenisu. Ve své dosavadní kariéře zatím nevyhrála na okruhu WTA žádný turnaj.

## Finálové účasti na turnajích WTA (2)

### Čtyřhra – prohry (2)
| Legenda                     |
| Kategorie Premier (0)       |
| Kategorie International (2) |

| Č. | Datum             | Turnaj               | Povrch | Partnerka         | Vítězky                                    | Výsledek       |
| 1. | 9. květen 2009    | Estoril, Portugalsko | antuka | Sharon Fichmanová | Raquel Kopsová-Jonesová Abigail Spearsová  | 2–6, 6–3, 10–5 |
| 2. | 15. červenec 2012 | Palermo, Itálie      | antuka | Darija Juraková   | Renata Voráčová Barbora Záhlavová-Strýcová | 6–7(5), 4–6    |

## Fed Cup
Katalin Marosiová se zúčastnila 16 zápasů ve Fed Cupu za tým Maďarska s bilancí 4–4 ve dvouhře a 7–7 ve čtyřhře.

## Postavení na žebříčku WTA na konci sezóny

### Dvouhra
| Rok    | 1995 | 1996   | 1997   | 1998   | 1999   | 2000   | 2001   | 2002   | 2003   | 2004   | 2005   | 2006   | 2007 | 2008   | 2009   |
| Pořadí | 518. | ▲ 190. | ▼ 212. | ▼ 215. | ▲ 141. | ▲ 128. | ▼ 154. | ▲ 148. | ▼ 172. | ▼ 299. | ▼ 592. | ▼ 680. | ▼x.  | ▲ 209. | ▲ 171. |

### Čtyřhra
| Rok    | 2001 | 2002   | 2003  | 2004   | 2005   | 2006   | 2007 | 2008   | 2009   |
| Pořadí | 102. | ▼ 165. | ▲ 93. | ▼ 162. | ▼ 557. | ▼ 755. | ▼x.  | ▲ 257. | ▲ 105. |